# Rösemann-Gebäude
Das Rösemann-Gebäude ist ein historisches Wohnhaus in Karibib in der Region Erongo in Namibia. Die Fassade (englisch Façade of Rösemann Building) ist seit dem 20. Dezember 1979 ein Nationales Denkmal.
Die Fassade ist von einer Veranda mit quadratischen Säulen, einem Giebel und einem Eckturm gekennzeichnet. Das Gebäude wurde 1900 vom Handelsunternehmen Rösemann & Kronewitter errichtet und zwischen 1907 und 1908 durch einen westlichen Anbau erweitert. Es diente als Unternehmenshauptsitz. Seit 1975 ist es in Privatbesitz und beherbergt u. a. eine Bank.